# Alagir
Alagir (Russisch: Алагир, Ossetisch: Æрыдон; Ærydon) is een stad in de Russische autonome republiek Noord-Ossetië. De stad ligt op de westelijke oever van de rivier de Ardon in het stroomgebied van de Terek, 54 km ten westen van Vladikavkaz.
De stad is gesticht in 1850 door Prins Michael Semjenovitsj Vorontsov, de toenmalige namestnik van de Kaukasus, vlak bij een zilver- en loodmijn. De stad werd gebouwd als versterkte nederzetting rondom de smelterij en werd een belangrijk mijnbouwcentrum. Alagir verkreeg de stadsstatus in 1938. Ook vandaag wordt de economie in Alagir grotendeels bepaald door de mijnbouwactiviteiten. Daarnaast is er wat houtbewerking en verwerkende industrie.
| 1939   | 1959   | 1970   | 1979   | 1989   | 2002   |
| ------ | ------ | ------ | ------ | ------ | ------ |
| 12.600 | 14.700 | 18.200 | 19.000 | 21.132 | 21.496 |

## Geboren
- Stanislav Tsjertsjesov (1963), voetballer en voetbalcoach

Bestuurlijk centrum: Vladikavkaz

Steden: Alagir · Ardon · Beslan · Digora · Mozdok

Districten: Alagirski · Ardonski · Digorski · Irafski · Kirovski · Mozdokski · Pravoberezjni · Prigorodni